# The Blind Shake
The Blind Shake és una banda de punk rock formada a Minneapolis pels germans Jim (veu/guitarra) i Mike Blaha (veu/guitarra), amb Dave Roper a la bateria. Es considerada com una de les bandes referents de l'escena «minimal punk-surfera» estatunidenca.

## Trajectòria
Els germans Blaha van mostrar interès per la música des de ben joves, quan estaven a tercer i quart de primària. Més tard, Dave Roper i Mike Blaha van tocar junts en diversos grups durant els seus anys universitaris, inspirats pel punk rock, en què Mike utilitzava una guitarra baríton.
El 2005 la banda va llançar el seu àlbum de debut Rizzograph. Aquell any The Blind Shake va ser nomenada com una de les 10 millors bandes novells de Minnesota a l'enquesta anual «Picked To Click» de City Pages. El grup ha fet gires internacionals, i col·laboracions amb diversos artistes, com Swami John Reis i Michael Yonkers.

## Discografia
- Rizzograph (2005)
- Carmel (2007)
- Seriousness (2011)
- Carbohydrates Hydrocarbons with Michael Yonkers (2007)
- Michael Yonkers with Blind Shake Split (2009)
- Períod. with Michael Yonkers (2011)
- Key to a False Door (2013)
- Breakfast Of Failures (2014)
- Fly Right (2015)
- Modern Surf Classics with Swami John Reis (2015)
- Celebrate Your Worth (2016